# 부소 (캄포바소도)
부소(이탈리아어: Busso)는 이탈리아 몰리세주 캄포바소도의 코무네다. 캄포바소로부터 서쪽 10km 거리에 있다.